# Інтегральний логарифм
Інтегральний логарифм — спеціальна функція, що визначається для дійсних {\displaystyle x\neq 1,} рівністю: 
{\displaystyle {\rm {li}}(x)=\int _{0}^{x}{\frac {dt}{\ln t}}.\;} 
при x > 1 підінтегральна функція має в точці t=1 нескінченний розрив і інтегральний логарифм розуміється в сенсі головного значення: 
{\displaystyle {\rm {li}}(x)=\lim _{\varepsilon \to 0+}\left(\int _{0}^{1-\varepsilon }{\frac {dt}{\ln t}}+\int _{1+\varepsilon }^{x}{\frac {dt}{\ln t}}\right).\;}

Інтегральний логарифм

Також для усунення сингулярності в точці 1 іноді визначається зсунутий інтегральний логарифм:
{\displaystyle \mathrm {Li} \,(x)=\int \limits _{2}^{x}{\frac {dt}{\ln t}}.}
Між двома функціями справедлива рівність:
{\displaystyle \mathrm {Li} \,(x)-\mathrm {li} \,(x)=\mathrm {li} \,(2)\approx 1{,}045~163~780~117~492\ldots }

## Властивості
- При малих x:

{\displaystyle {\rm {li}}(x)\approx {\frac {x}{\ln(1/x)}}}
- Інтегральний логарифм пов'язаний з інтегральною показниковою функцією

 Ei(x) співвідношеннями: 
{\displaystyle {\hbox{li}}(x)={\hbox{Ei}}(\ln x),\,\!}
- Інтегральний логарифм подається у вигляді ряду

{\displaystyle \mathrm {li} \,(x)=\mathrm {Ei} \,(\ln x)=\gamma +\ln \ln x+\sum _{n=1}^{\infty }{\frac {(\ln x)^{n}}{n\cdot n!}},}
де {\displaystyle \gamma \approx 0{,}577~215~664~901~532\ldots } — стала Ейлера;
- Інший ряд, що збігається швидше був виведений Срінівасою Рамануджаном:

{\displaystyle \mathrm {li} \,(x)=\gamma +\ln \ln x+{\sqrt {x}}\sum _{n=1}^{\infty }{\frac {(-1)^{n-1}(\ln x)^{n}}{2^{n-1}n!}}\sum _{k=0}^{\lfloor (n-1)/2\rfloor }{\frac {1}{2k+1}}.}
- Інтегральний логарифм має єдиний нуль в точці {\displaystyle \mu \approx 1{,}451~369~234~883~381~050~283~968~485~892~027~449~493\ldots } — стала Рамануджана — Солднера

## Комплексна змінна
Як функція комплексної змінної z інтегральний логарифм можна визначити: 
{\displaystyle \mathrm {li} \,(x)=\mathrm {Ei} \,(\ln x)=\gamma +\ln(-\ln z)+\sum _{n=1}^{\infty }{\frac {(\ln z)^{n}}{n\cdot n!}},}
Інтегральний логарифм тоді буде однозначною аналітичною функцією в комплексній площині z з розрізами уздовж дійсної осі від {\displaystyle -\infty } до 0 і від 1 до {\displaystyle \infty } (уявні частини логарифмів беруться при цьому в межах від {\displaystyle -\pi } до {\displaystyle \pi }).

## Застосування в теорії чисел
Інтегральний логарифм відіграє важливу роль у теорії чисел. Зокрема, згідно з теоремою про розподіл простих чисел:
{\displaystyle \pi (x)\sim {\hbox{li}}(x)\sim {\hbox{Li}}(x),\,} де {\displaystyle \pi (x)} — кількість простих чисел менших або рівних x.